# 大野敏隆
大野敏隆（1978年5月12日—），前日本職業足球員，日本20歲以下足球代表隊成員。

## 俱乐部生涯
1997年，大野敏隆在柏雷素爾开始足球生涯。2003年转会至京都不死鳥，2004年转会至名古屋鯨魚，2006年转会至東京綠茵。2008年，引退。

## 日本國家足球隊
大野敏隆参加了1997年世界青年錦標賽。

## 外部連結
- （日語）J.League Data Site （页面存档备份，存于）